# Strabo (historicus)

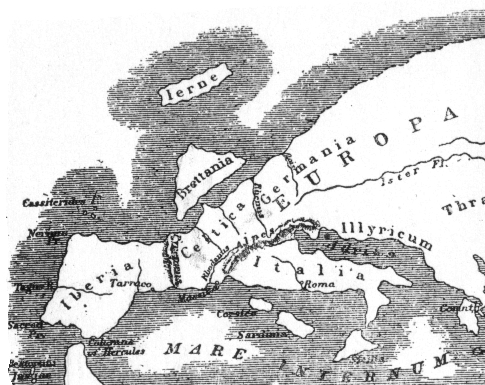
Europa volgens Strabo.

Strabo van Amasia (Grieks: Στράβων, Strabon) (ca. 64 v.Chr.  - vermoedelijk tussen 23 en 25 na Chr.) was een Griekse historicus, geograaf en filosoof die leefde tijdens de begindagen van het Romeinse Rijk. Strabo werd geboren in de stad Amaseia in Anatolië, een metropool. Zijn familie van moederskant oefende belangrijke functies uit onder  Mithridates V en Mithridates VI, koningen van Pontus in Klein-Azië.
Zijn geboortestad was gelegen in een bergkloof aan rivier de Iris (nu Yeşil Irmak), in een gebied met veel nederzettingen, wat het aantrekkelijk maakte als strategische basis voor militaire activiteiten. Het gebied was daarom door de eeuwen heen door vele vreemde overheersers ingenomen en bestuurd. In 63 v.Chr. was het gebied met militair geweld ingenomen door de Romeinse Republiek.
Strabo schrijft in het koinè-Grieks, de gangbare voertaal in het oostelijk deel van het Romeinse rijk. Hij schreef een omvangrijke universele geschiedenis, beginnend waar zijn voorganger Polybius ophield. Dit werk ging verloren.

## Geographika
Wel bewaard bleef zijn Geographika, een omvangrijke beschrijving van de culturele en geo-politieke wereld van die tijd als ook een tijdsopname van de manier waarop de fysieke wereld in die dagen werd gezien. Strabo beschrijft de wereld vanuit het perspectief hoe het politieke heden zich heeft ontwikkeld uit het verleden. Het werk is een rijke en betrekkelijk betrouwbare bron van kennis over vele Europese, Aziatische en Afrikaanse volkeren van zijn tijd, waarvan hij de zijns insziens meest interessante gegevens vermeldde, met zijdelingse opmerkingen over geschiedenis, wiskunde en geneeskunde. Al kende hij de beschreven landen over het algemeen niet persoonlijk, verkreeg hij zijn kennis aan de hand van goed en betrouwbaar bronnenmateriaal. De locatie van sommige beschreven plaatsen zoals de Hypochondros is onbekend. 